# قاسم خل
قاسم خل (به لاتین: Qasem Khel) یک منطقهٔ مسکونی در افغانستان است که در ولایت لوگر واقع شده‌است.